# 수영장 (1969년 영화)
수영장(The Swimming Pool, La Piscine)은 프랑스, 이탈리아에서 제작된 자크 드레이 감독의 1969년 영화이다. 알랭 들롱 등이 주연으로 출연하였다.

## 출연

### 주연
- 알랭 들롱
- 로미 슈나이더

### 조연
- 모리스 로네
- 제인 버킨
- 폴 크로슈

## 제작진
- 미술: Paul Laffargue